# エッシャー (小惑星)
エッシャー (4444 Escher) は小惑星帯にある小惑星。ハンス・ウルリク・ノーガード＝ニールセンらによってヨーロッパ南天天文台で発見された。
オランダ出身の版画家マウリッツ・エッシャーに因んで名付けられた。